# Francis Sears
Francis Weston Sears (né le 1er octobre 1898 à Plymouth (Massachusetts), mort le 12 novembre 1975 à Norwich) est un physicien américain, surtout connu pour ses travaux en acousto-optique et ses nombreux ouvrages.

## Biographie
Sears fait ses études au Massachusetts Institute of Technology où il devient professeur de 1925 à 1955, année où il rejoint le Dartmouth College jusqu'en 1964,.
Parmi ses travaux en optique et acoustique on note en 1932 sa collaboration avec Peter Debye pour la découverte du  réseau de diffraction acoustique (en) et l'effet Debye-Sears.
Il a écrit de nombreux ouvrages et a été très actif dans le domaine de l'éducation, en particulier comme président de l'American Association of Physics Teachers à partir de 1959.

## Distinctions
- Médaille Oersted, 1962.
- Fellow de l'Optical Society.

## Ouvrages
- (en) Francis Sears, An Introduction to Optics, MIT Press, 1935
- (en) Francis W. Sears, Electricity and Magnetism, Addison-Wesley, 1946
- (en) Francis W. Sears, Mechanics, Heat and Sound, Addison-Wesley, 1950
- (en) Francis W. Sears, An Introduction to Thermodynamics, the Kinetic Theory of Gases and Statistical Mechanics, Addison-Wesley, 1950
- (en) Francis Sears, Mechanics, Wave Motion, and Heat, Addison-Wesley, 1958
- (en) Francis W. Sears et Gerhard L. Salinger, Thermodynamics, Kinetic Theory, and Statistical Thermodynamics, Addison-Wesley, 1975 (ISBN 020106894X)
- (en) Francis Sears, Mark Zemansky et Hugh D. Young, College Physics, Addison-Wesley, 1991